# Fieberium malagense
Fieberium malagense är en insektsart som först beskrevs av Matsumura 1910.  Fieberium malagense ingår i släktet Fieberium och familjen sköldstritar. Inga underarter finns listade i Catalogue of Life.